# Ours en Europe

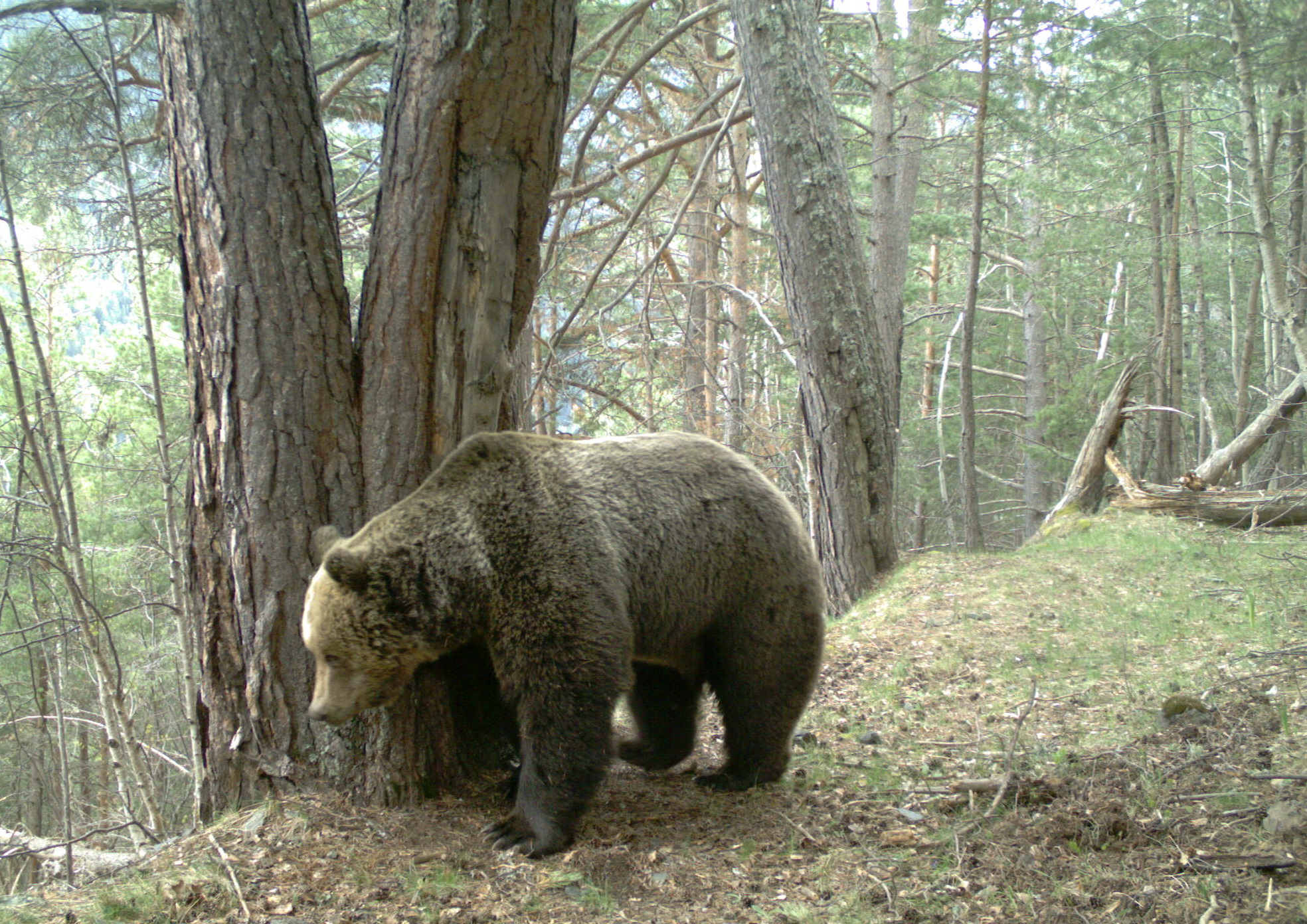
Un Ours dans les Pyrénées.

La population sauvage d'ours en Europe est constituée d'environ 50 000 à 60 000 individus de la sous-espèce Ursus arctos arctos. La plupart vivent dans les territoires sauvages du Nord et de l'Est du continent.

## Histoire
Présent en Europe depuis la fin du Pléistocène, l'Ours brun a conquis tout le continent après la dernière période glaciaire jusqu'à être partout répandu. La première baisse importante de sa population européenne date de l'Empire romain. Il parvient à maintenir un nombre d'individus conséquent jusqu'au milieu du XIXe siècle où la chasse et la déforestation entraînent une forte chute démographique de l'Ours, en parallèle avec l'augmentation de la démographie humaine. Il disparaît alors de nombreuses régions et se réfugie dans les zones montagneuses peu anthropisées. Depuis le milieu du XXe siècle, la population a de nouveau fortement augmenté, avec un estimation de +44% sur la période 1950-2016. Cependant, cette augmentation est de plus en plus faible, la population européenne ayant tendance à stagner et à être fragmentée, ce qui la rend fragile.

## Populations
L'UICN recense dix populations d'ours bruns en Europe, hors Russie : en Scandinavie, Carélie, pays Baltes, Carpathes, Alpes dinariques/Pinde, Balkans orientaux, Alpes, Abruzzes, cordillère Cantabrique et Pyrénées, pour un total d'environ 15 400 individus répartis sur 22 pays. Les plus nombreux sont les ours des Carpates (plus de 8 000), suivis des ours scandinaves et ceux de la zone Alpes dinariques/Pinde, dépassant chacune 3 000 animaux. Les autres zones ne dépassent pas quelques centaines, voire quelques dizaines. Si l'on ajoute les ours de Russie, on parvient à un total de 50 000 à 60 000 individus.
Avec une population d'ours d'environ 900 à 1 200 individus, la Slovénie figure parmi les pays ayant la plus grande concentration d'ours en Europe. La plupart de ces ours vivent dans les forêts de Kočevsko dans les Alpes dinariques,. La Slovénie applique l'abattage comme outil de contrôle de la population. Sur la base de commentaires des scientifiques, le ministère des Ressources naturelles et de l'Aménagement du territoire a ordonné en 2023 l'abattage de 230 ours bruns, le nombre le plus élevé à ce jour.
L'ADN mitochondrial montre deux lignées génétiques : l'une, dite orientale, se trouve en Russie, dans le Nord de la Scandinavie et les Carpates. La lignée occidentale, plus rare et fragmentée, est elle-même divisée en deux clades. L'un vit en Italie, dans les Alpes et les Balkans, l'autre dans la péninsule Ibérique (cordillère Cantabrique et Pyrénées) et le Sud de la Scandinavie. Depuis le début du XXIe siècle, l'augmentation de la population entraîne une hybridation entre les lignées occidentale et orientale à la limite de leurs aires de peuplement (Scandinavie, Roumanie),.
La séparation entre ces lignées date de la dernière période glaciaire. Une hypothèse est que les ours bruns d'Europe, sous la pression du refroidissement du climat, se sont réfugiés dans les zones plus chaudes et libres de glaces de la péninsule Ibérique et des Balkans, puis aurait reconquis progressivement le continent vers le nord avec le réchauffement. Mais la pression anthropique (la population humaine s'accroissant également depuis la fin de l'âge glaciaire) pourrait avoir joué un rôle important,.

## Relation avec l'Homme

### L'ours comme emblème
Animal emblématique de nombreux lieux, l'ours est un symbole de la Finlande, où il est « animal national », de la Russie (ours russe) et apparaît sur les logos ou armoiries des capitales Berlin (Ours de Berlin), Berne, Madrid (l'Ours et l'arbousier).